# Az OPEC zászlaja
A szervezetet 1961-ben hozták létre a legnagyobb olajtermelő országok; jelenleg tizenegy tagja van. Zászlaját 1970-ben fogadták el. Az embléma az OPEC stilizált betűiből áll.